# Český rozhlas Pardubice
Český rozhlas Pardubice je regionální rozhlasová stanice Českého rozhlasu sídlící v Pardubicích a vysílající pro Pardubický kraj. Vznikla v roce 1945, obnovena byla v roce 1957, zrušena byla roku 1960 a znovu obnovena v roce 2002. Ředitelem stanice je od roku 2017 Jiří Kánský.
Vlastní program stanice vysílá denně od 5.00 do 19.04 hodin, v několika oknech přes den a v rámci večerního a nočního vysílání šíří celoplošné pořady stanice ČRo Střední Čechy a společný program regionálních stanic Českého rozhlasu. Některé pořady také přebírá od ČRo Hradec Králové. Na stanici ČRo Pardubice vysílá svoji talk show Zálety Alena Zárybnická, se stanicí spolupracuje rovněž někdejší hlasatelka Marie Tomsová nebo zpěvačka Pavlína Filipovská.

## Historie
Pardubické studio (tehdy Východočeský rozhlas) vzniklo 17. srpna 1945 spolu se studiem v Hradci Králové. Východočeský rozhlas zanikl na konci roku 1946, ale pardubické studio nadále fungovalo nejprve samostatně, posléze jako pobočka pražského rozhlasu. Samostatná pardubická stanice v rámci Československého rozhlasu byla zřízena na konci roku 1957, ovšem již roku 1960 byla zrušena a pardubické studio se stalo pobočkou královéhradeckého rozhlasu.
Od 4. března do 1. prosince 2002 vysílal Český rozhlas Pardubice formou odpojovacích lokálních oken, kterými několikrát denně vstupoval do programu Českého rozhlasu Hradec Králové. Obnovená pardubická stanice začala opětovně samostatně vysílat 2. prosince 2002.

## Distribuce signálu
V souvislosti s osamostatněním ČRo Pardubice muselo dojít přerozdělení vysílačů ve východních Čechách. ČRo Pardubice od hradeckého studia převzal mimo jiné svůj hlavní vysílač Krásné, avšak použil jiný kmitočet. Na původní frekvenci hradecké rozhlasu 100,1 MHz začal vysílat ČRo 2. Na kmitočtu 104,7 MHz vysílal ČRo Pardubice od prosince 2002 do prosince 2003 ze stanoviště Hradec Králové – Hoděšovice. Pro pokrytí krajského města Pardubice se využívá jeho dominanta – telekomunikační věž na Masarykově náměstí, vysílající na kmitočtu 101 MHz.
Dne 15. ledna 2020 byla stanice pardubického rozhlasu zařazena do multiplexu digitálního rádia ČRo DAB+, vysílajícího na kanálu 12C pro území Čech. ČRo Pardubice je dostupná rovněž na internetu a od roku 2020 vysílá také v satelitním vysílání přes družici Astra 3A (pozice 23,5° východně) v DVB-S2.
| Město           | Frekvence                         |
| --------------- | --------------------------------- |
| Pardubice       | 101,0 FM (město), 104,7 FM (kraj) |
| Svitavy         | 102,4 FM                          |
| Ústí nad Orlicí | 98,6 FM                           |
| Jevíčko         | 93,7 FM                           |
| Vysoké Mýto     | 88,9 FM                           |
| Žamberk         | 103,3 FM                          |
| celé Čechy      | 12C DAB+                          |